# 癸酸诺龙
癸酸诺龙（英語：Nandrolone decanoate，商品名为Deca-Durabolin）是一种雄激素同化類固醇（AAS）药物，主要用于治疗贫血与惡病體質，以及患骨質疏鬆症的更年期女性。通过每1-4周一次的肌肉注射进行给药。

19-去甲睾酮（Nandrolone，诺龙），癸酸诺龙的最终活性形式